# Rakolc
Rakolc (1886-ig Rakitócz, szlovákul: Rakytovce) Besztercebánya városrésze, egykor önálló község Szlovákiában, a Besztercebányai kerületben. Alsó- és Felsőrakitóc egyesülésével jött létre.

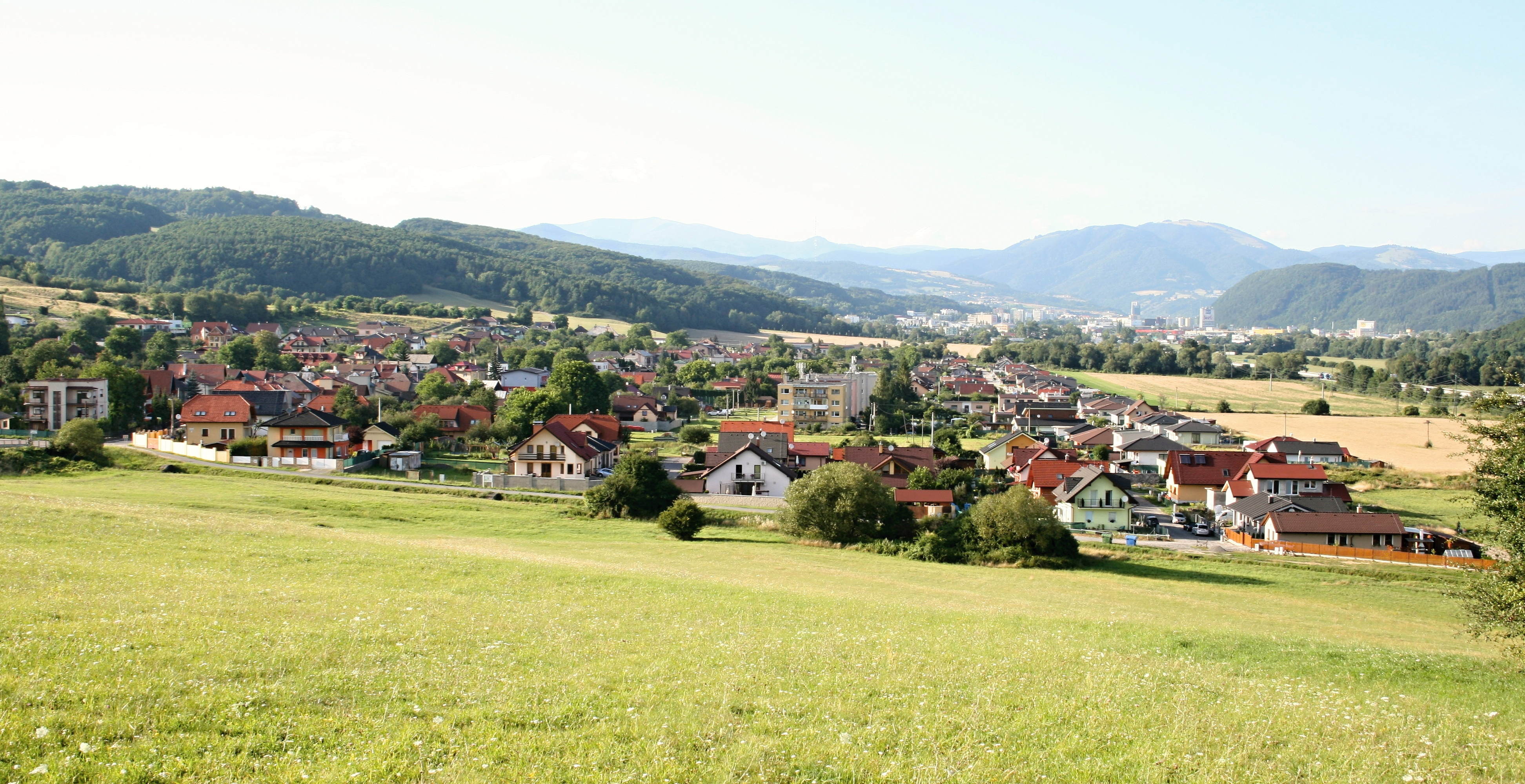
Rakolc látkápe

## Fekvése
A városközponttól 6 km-re délre, a Garam jobb partján fekszik.

## Története
A 18. század végén Vályi András így ír róla: „RAKITÓCZ. Rakitovecz, Felső, Alsó Rakitócz. Két tót falu Zólyom Vármegyében, Felsőnek földes Ura Zsolnai, Alsónak is Zsolnai, és Gróf Teleki Uraságok, fekszenek Radványnak szomszédságában, mellynek filiáji, Zólyomhoz 1 mértföldnyire, Garam vizéhez sem meszsze, határbéli földgyök meglehetős termésű.”
Fényes Elek 1851-ben kiadott geográfiai szótárában így ír a településről: „Rakitócz, (Alsó és Felső), 2 tót falu, Zólyom vmegyében, 62 kath., 56 ev. lak. Szép erdő, meglehetős határ. F. u. többen. Ut. p. Beszterczebánya 1 óra.”
1910-ben 148, túlnyomórészt szlovák lakosa volt. 1920 előtt Zólyom vármegye Besztercebányai járásához tartozott.

## Külső hivatkozások
- Rakolc a térképen

## Lásd még
- Besztercebánya
- Foncsorda
- Garamkirályfalva
- Garamsálfalva
- Keremcse
- Kisélesd
- Majorfalva
- Olmányfalva
- Pallós
- Radvány
- Rudló
- Szakbény
- Szentjakabfalva
- Szénás
- Zólyomszászfalu